# Тостао
Едуàрдо Гонсàлвес де Андрàде (на португалски Eduardo Gonçalves de Andrade), по-известен като Тостао (порт. Tostão) е бразилски футболист, нападател.  Играл е за клубовете „Америка Минейро“, „Крузейро“ и „Вашко да Гама“. Играл е 65 мача и е вкарал 35 гола за националния отбор на Бразилия.
Световен шампион от 1970 г. Футболист № 1 на Южна Америка за 1971 г. Голмайстор в историята на клуба Крузейро. Заема 14-то място сред най-добрите играчи на Южна Америка на XX век според МФФИС. В класиранията за най-добрите играчи в света на ХХ век е поставен на 48-мо място от списание Placar и на 55-то място от списание World Soccer. Също така е включен в списъка на най-добрите играчи на XX век според Voetbal International. 

## Биография
Едуардо Гонсалвес де Андраде е роден на 25 януари 1947 г. в Бело Оризонти. Баща му е бил футболист.

### Детство и юношество
Едуардо получава прякора „Тостао“ като дете. Когато е на 7 години, той е привикан да подсили отбора на квартала, който ще се изправи срещу момчетата от Атлетико Минейро. Той влезе едва през второто полувреме и сякаш изчезва сред 12-15-годишните момчета. Малкият вкарва гол и е носен на ръце от съотборниците си.
Тези, които гледат футболните мачове в IAPI, жилищен комплекс близо до центъра на Бело Оризонте, гарантират, че Едуардо Андраде е най-добрият. Но засрамен, че има витилиго, заболяване, което причинява петна по кожата, той отказва да носи шорти. Тъй като Едуардо е най-младият и най-слабият в отбора на Индустриалната спортна асоциация, той получава прякора Тостао („стотинка“; валутата вече е доста обезценена по това време). Наричан е още Tорò. Избран е да играе ляво крило, където се специализира в ритане изключително с левия крак. Инцидент на 6-годишна възраст с един гвоздей на десния му крак е пречел на Тостао да рита с десния си крак. Травмата е преодоляна едва 13 години по-късно в бразилския национален отбор, където физическият треньор Пауло Амарал го убеждава да тренира 200 ритника с десния крак всеки ден, за да стане пълноценен полузащитник.
Започва да играе в клуба Америка Минейро, където попада благодарение на треньора на отбора Орландо Андраде. Играл е с баща си Едуардо в клуба „Итай Вилела“. Впоследствие Тостао си спомня: „Дължа му много. Ако не беше той, нямаше да стана футболист. И бях малък на ръст, и нямах достатъчно сила. Но той винаги казваше, че епохата на атлетичните и силови футболисти е към края си, силата ще бъде заменена от разум, умножен по хитрост и сръчност.“
На 15-годишна възраст Тостао започва да играе за основния отбор. През същата година е включен в държавния юношески отбор. В неговия състав през 1963 г. той побеждава първия отбор на Бразилия, отбелязвайки и двата гола на своя отбор. След този успех Тостао се превръща в една от основните изгряващи звезди на бразилския футбол. 

### Травма на очите
През 1968 г., в мач от „Копа Бразилия“ с Коринтианс, Тостао е контузен в лявото си око. Дитао, играч от противниковия отбор, избивайки топката, удря Едуардо в лявото око. Отлепва се ретината.
Футболистът претърпява операция в Хюстън. Тя помага и той отново започва да играе футбол. Година по-късно обаче отново се разболява и е трябвало да се повтори операцията. Впоследствие, поради това, Тостао много рядко играе с главата си, страхувайки се от повторна поява на отлепване на ретината. 
В квалификационните мачове за Световното първенство през 1970 г. Тостао е един от основните голмайстори на отбора. В допълнение, той даде голям брой асистенции. Той също така показа високо ниво на игра на победоносното Световно първенство през 1970 г. в Мексико, където вкарва два гола на четвъртфиналите срещу Перу (4:2). На 26-годишна възраст, вече станал световен шампион, Тостао прекратява футболната си кариера поради проблеми с очите.
Получава висше медицинско образование. След това става е един от водещите бразилски журналисти и коментатори.

## Титли

### Национален отбор на Бразилия
- Световно първенство: 1970 г.
- Купа Рока: 1971
- Купа на Независимостта: 1972

### Крузейро
- Първенство на Бразилия: 1966 г.
- Шампионат на Минейро: (1965, 1966, 1967, 1968 и 1969)
- Първи турнир на Минас Жерайс: 1966
- Други турнири и купи
  - Турнир в Джакарта: 1972 г.
  - Турнир в Хонконг: 1972
  - Милър Къп (САЩ): 1972
  - Турнир в Тайланд: 1972
  - Турнир на Губернатора: 1971
  - Турнир на 11 октомври (Панама): 1971
  - Турнир в Каракас: 1970
  - Турнир „Хосе Гилерме“ (Бразилия): 1970
  - Турнир в Мексико: 1967
  - Четворен турнир (Бразилия): 1966
  - Купа „Рио Бранко“ (Уругвай): 1966
  - Турнир „Барбасена“ (Минас Жерайс): 1965
  - Турнир „Марио Коутиньо“ (Минас Жерайс): 1965
  - Турнир на епископите (Минас Жерайс): 1965
  - Турнир „Наталино Триджинели“ (Минас Жерайс): 1965
  - Купа „Гийерме де Оливейра“ (ДФ): 1964
  - Турнир „Барбасена“ (Минас Жерайс): 1964

## Голмайстор
- Шампионат на Минейро 1966 (17 гола)
- Шампионат на Минейро 1967 (20 гола)
- Шампионат на Минейро 1968 (25 гола)
- Първенство на Бразилия 1970 (12 гола)
- Квалификации за Световното първенство по футбол 1970 (10 гола)